# الإبادة الجماعية لقبيلة إسحاق

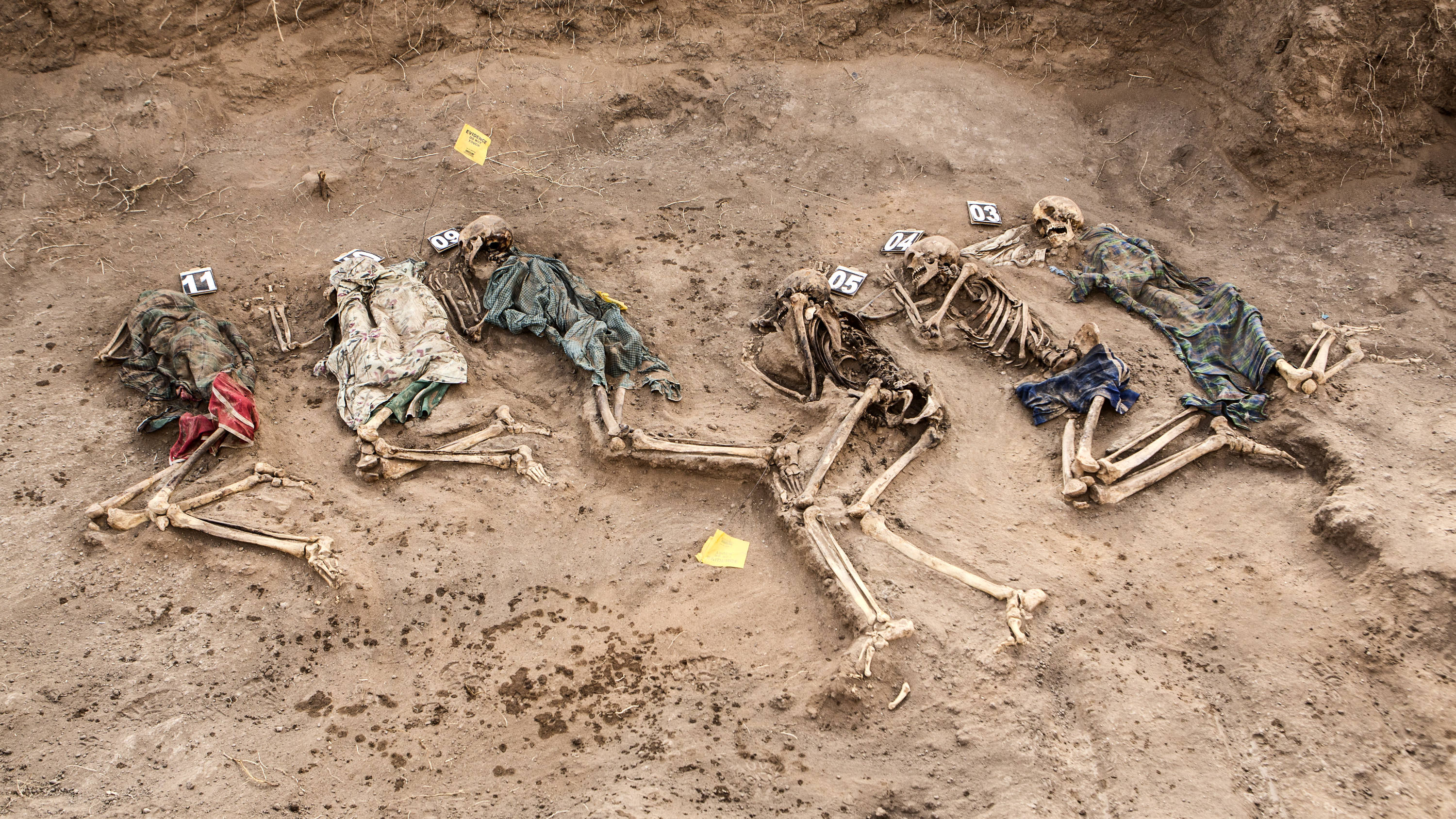

كانت الإبادة الجماعيّة لقبيلة إسحاق، أو الإبادة الجماعيّة للإسحاق أو هرجسيّة الهولوكوست هي المذبحة النظاميّة التي قامت بها الدولة بحق المدنيين من قبيلة إسحاق بين عامي 1987 و1989 من قبل جمهوريّة الصومال في ظل ديكتاتوريّة سياد برّي. يقدّر عدد الوفيّات بين المدنيّين في هذه المجزرة ما بين 50.000 و100.000 وفقاً لمصادر مختلفة، في حين تشير التقارير المحليّة إلى أن إجمالي عدد القتلى من المدنيين يصل إلى 200.000 مدني من قبيلة إسحاق. كما تضمّنت هذه الإبادة الجماعيّة التدمير الكامل لثاني وثالث أكبر مدن الصومال، هرجيسا التي تدمرت بنسبة 90% وبوارو التي تدمّرت بنسبة 70%. كما تسببت في هروب ما يصل إلى 500.000 شخص من الصوماليين (في المقام الأول من قبيلة إسحاق) وعبور الحدود إلى هارتاشيخ في إثيوبيا ليصبحوا لاجئين فيها، فيما وصف بأنه «أحد أكبر وأسرع التهجيرات القسرية المسجلة للأشخاص في أفريقيا»؛ وأسفرت عن إنشاء أكبر مخيم للاجئين في العالم آنذاك (1988)، بالإضافة لوجود 400.000 نازح داخلي أيضاً. وقعت أعمال القتل أثناء الحرب الأهليّة الصوماليّة، وقد تمّت الإشارة إليها على أنّها «إبادة جماعيّة منسيّة».
في الريف، شمل اضطهاد قبيلة إسحاق إنشاء قسم آلي من القوّات الصوماليّة المسلحّة ويسمى دابر جوينتا إيساكا (مدمّرات إسحاق) المكون بالكامل من غير الإسحاقيين وبشكل أساسي (أوغاديين)، وقد مشت هذه الوحدة على «نمط منهجي». الهجمات ضد القوى المدنيّة غير المسلّحة، ونقاط الري، ومناطق الرعي في شمال الصومال، مما أسفر عن مقتل العديد من سكانها وإجبار الناجين على الفرار بحثاً عن الأمان إلى المناطق النائية، مما أدّى إلى إخلاء القرى بكاملها ونهب البلدات. كما تمّ استعمال الاغتصاب كسلاح ضد الإسحاقيّات، وتذكر منظمّة حقوق الإنسان أن هذه الوحدة إلى جانب فروع أخرى من الجيش كانت مسؤولة عن عصور من ترويع القبائل في الريف. في وقت لاحق تحوّلت دابر جوينتا إيساكا إلى نظام حكم حيث يضع المسؤولون المحليّون السياسات الأكثر تشدّداً ضد السكان المحليين من قبيلة إسحاق، كما قامت الحكومة الصوماليّة بزرع مليون لغم أرضي داخل أراضي إسحاق.
في عام 2001، كلّفت الأمم المتحدة بإجراء تحقيق في انتهاكات حقوق الإنسان السابقة في الصومال، تحديداً لمعرفة ما إذا كانت «جرائم الولاية القضائيّة الدوليّة (أي جرائم الحرب أو الجرائم ضد الإنسانيّة أو الإبادة الجماعيّة) قد ارتكبت أثناء الحرب الأهليّة في البلاد». وكلّفت وحدة الأمم المتّحدة للتنسيق ومكتب مفوّض الأمم المتّحدة السامي لحقوق الإنسان بإجراء التحقيق. انتهى التحقيق بتقرير يؤكّد جريمة الإبادة الجماعيّة التي وقعت ضد قبيلة إسحاق في الصومال. ذكر محقّق الأمم المتّحدة، كريس مبورو:

## استهداف المجموعات الأخرى
لم تكن قبيلة إسحاق هي الهدف الوحيد للجناة. حيث أصبحت العديد من المجتمعات الصوماليّة ضحيّة لأعمال العنف في وقت لاحق، مثل سلالة عمر محمود الفرعيّة من ماجيرتين. يصف دليل الدراسة في الولايات المتحدة الأمريكية رد بري على نظام عمر محمود عقب محاولة انقلاب فاشلة في عام 1978 أسفرت عن قتل 2000 شخص من أفراد عشيرة عمر محمود في مودوغ.
وفقاً لريبيكا ريتشاردز، كان العنف في الشمال والشمال الغربي غير متناسب، ولكن أثّر على العديد من المجتمعات/ القبائل ولاسيّما إسحاق. وقد استهدف القصف والقصف الجوّي وما اقترن به من وفيّات جماعيّة في العديد من المجتمعات وبشكل خاص أفراد قبيلة إسحاق؛ وتكمل ريتشاردز بقولها، «ارتبط هذا العنف المنهجي للدولة الاعتقاد بأن هذه المجموعات تحصل على المساعدة من الحكومة الأثيوبيّة.» وجاءت الأعمال الانتقاميّة القاسية والقصف واسع النطاق وحرق القرى في كلّ مرة كان يحدث فيها هجوم من قبل حركة الجالية الصومالية المختبئة في أثيوبيا.
يقول تيسير محمد علي أن بري قام بتهدئة الماجيرتين، واستهدف جماعات أخرى مثل الهاويي. وفقاً لعلي، «بالأموال والنداءات العشائريّة، كان بري قادراً على إغراء الجزء الأكبر من مقاتلي SSDF للعودة من أثيوبيا والمشاركة في حروبه للإبادة الجماعيّة لقبيلة إسحاق في الشمال ولاحقاً الهاويي في الجنوب، بما في ذلك مقديشو».
وفقاً لبعض المراقبين مثل المجموعة الدوليّة لمعالجة الأزمات، في حين أنّ عنف برّي أثّر على العديد من المجتمعات والقبائل في الصومال، «لم توجّه أي جماعة صوماليّة أخرى مثل هذا العنف المستمرّ والمكثّف الذي ترعاه الدولة» كما تمّ مع إسحاق.
يقول المؤرّخ الأفريقي، ليدوين كابتينيس في مناقشة استهداف شعب إسحاق:
ووفقاً لمحمد حاجي إنجيرييس، لم تكن الأعمال الوحشيّة في عهد برّي حدثاً معزولاً أو غير عاديّاً في تاريخ الصومال. ولكن حملات إبادة بري ضد الجماعات العشائريّة الأخرى تعكس الدورات التاريخيّة العميقة من القمع من قبل العشيرة التي تكتسب القوّة المسيطرة ثم تهميش العشائر الأخرى.